# Auflastung
Unter Auflastung versteht man die Erhöhung des zulässigen Gesamtgewichts mit gleichbleibendem Leergewicht bei Fahrzeugen nach deren Zulassung.

## Vor- und Nachteile
Eine Auflastung erlaubt die Beförderung größerer Lasten. Bei Wohnwagen oder Anhängern kann auf diese Weise das Platzangebot besser ausgenutzt werden. Bei nach Gewicht versteuerten Fahrzeugklassen kann eine Auflastung allerdings mit einer erhöhten Kraftfahrzeugsteuer einhergehen. Des Weiteren kann bei manchen Fahrzeugklassen eine Anpassung der Versicherungstarife notwendig sein. Eine erhöhte Gesamtlast geht zudem oftmals mit einer verminderten Höchstgeschwindigkeit einher.

## Möglichkeiten der Auflastung
Wird eine Auflastung gewünscht, kann zunächst das zulässige Gesamtgewicht in den Fahrzeugpapieren mit der zulässigen Achslast des Fahrzeugs verglichen werden. Sind in den Papieren niedrigere Werte verzeichnet als auf der Achse, kann eine Wertanpassung in den Fahrzeugdokumenten vorgenommen werden. Dafür ist oftmals neben einer Unbedenklichkeitsbescheinigung des Herstellers oder eines Sachverständigen und einem neuen Typenschild auch eine andere Bereifung notwendig. Der Antrag auf Auflastung erfolgt beim TÜV oder der DEKRA (bzw. einem Sachverständigen oder einer anderen zuständigen Organisation). Dabei ist die Vorlage des Fahrzeugscheins oder Fahrzeugbriefs und bei Anhängern des COC-Papiers notwendig. Die Zulassungsbehörde stellt mit der dort erhaltenen Bescheinigung und dem Typenschild eine neue Zulassungsbescheinigung aus.
Wird eine weitergehende Auflastung gewünscht, kann die zulässige Achslast bei manchen Modellen durch den Austausch der Federungselemente erhöht werden. Bei sehr großen Gewichtsunterschieden müssen Komponenten des Fahrwerks oder das komplette Fahrwerk ausgetauscht werden.